# Hermann von Dresler und Scharfenstein
Wilhelm Ernst Hermann von Dresler und Scharfenstein (né le 9 juillet 1857 à Liegnitz et mort le 13 avril 1942 à Göttingen) est un général d'infanterie allemand.

## Biographie

### Origine
Hermann est le fils du conseiller supérieur du gouvernement prussien et directeur de département au gouvernement de Wiesbaden, Otto von Dresler und Scharfenstein (1805–1880) et de son épouse Emilie, née von Schachtmeyer (1824–1901). Le frère aîné du père est le lieutenant général prussien Eduard von Dresler und Scharfenstein (de) (1801–1871)

### Carrière militaire
Après sa formation de sous-officier avec épée dans le corps des cadets, Dresler et Scharfenstein rejoignent le 80e régiment de fusiliers hessois à Wiesbaden le 15 avril 1876 en tant que sous-lieutenant. Du 1er octobre 1881 au 30 septembre 1884, il est adjudant du commandement du district de Francfort-sur-le-Main. Avec sa promotion au grade de premier lieutenant le 11 décembre 1886, il est transféré au 24e régiment d'infanterie à Neuruppin. Le 28 mai 1888, il est brièvement affecté à la fabrique de fusils de Dantzig pendant un mois. Promu capitaine, il est nommé du 6e le 17 novembre 1891 commandant d'une compagnie du 49e régiment d'infanterie à Gnesen. Le 15 décembre 1900, Dresler und Scharfenstein est nommé commandant de l'école préparatoire des sous-officiers de Greifenberg-en-Poméranie. Là, il est promu major le 12 septembre 1902. Il reprend ainsi le 3e bataillon du 68e régiment d'infanterie (de) à Coblence. Pendant cinq ans, à partir du 27 janvier 1907, il sert comme commandant de l'École des sous-officiers de Biebrich, est promu lieutenant-colonel le 24 mars 1909, puis, en même temps que sa promotion au grade de colonel le 22 mars 1912, il devient commandant du 66e régiment d'infanterie à Magdebourg.

### Première Guerre mondiale
Au début de la Première Guerre mondiale, il est nommé commandant de la 13e brigade d'infanterie de réserve, qui est ensuite déployée sur le front occidental. Le 19 août 1918, Dresler und Scharfenstein est promu au grade de major-général. À partir du 2 mars 1915, Dresler und Scharfenstein dirige la 26e brigade d'infanterie de réserve subordonnée au 14e corps d'armée. Sous son commandement, l'unité participe aux combats de Gommecourt lors de la bataille de la Somme le 1er juillet 1916.
Le 4 septembre 1916, il remplace Viktor Kühne comme commandant de la 25e division d'infanterie lors de la bataille de la Somme. Sous sa direction, la division se distingue lors de violents combats en France. Le 8 novembre 1917, Dresler und Scharfenstein est décoré de la médaille Pour le Mérite et promu au grade de lieutenant général le 18 mai 1918.
Après l'armistice de Compiègne, Dresler und Scharfenstein ramène sa division dans les garnisons hessoises et, après leur démobilisation, devient chef du corps franc de Hesse. Le 20 mai 1919, il est libéré de ses fonctions à sa propre demande et prend sa retraite. Le 27 août 1939, à l'occasion du 25e anniversaire de la bataille de Tannenberg, il est élevé au grade de général d'infanterie,.

### Famille
La sœur de Dresler und Scharfenstein est Franziska von Thaer, née von Dresler et Scharfenstein (1843–1918). Il est donc l'oncle d'Albrecht (de) et de Georg von Thaer (de). Il se marie avec Elfriede Elisabeth Müller (1868–1950) le 23 septembre 1889 ; le couple a cinq enfants. La fille Gerda (1896–1981), épouse le professeur d'université et secrétaire d'État Gerhard Weisser (de) le 8 novembre 1924. Une autre fille, Dorothea (1907–1982), épouse Heinrich Dannenberg, professeur de biochimie et chercheur à la Société Max Planck, le 26 octobre 1951.